# Gannan, Qiqihar
Gannan är ett härad som lyder under Qiqihars stad på prefekturnivå i Heilongjiang-provinsen i nordöstra Kina. Det ligger omkring 320 kilometer nordväst om provinshuvudstaden Harbin. 